# 拉傑特群島

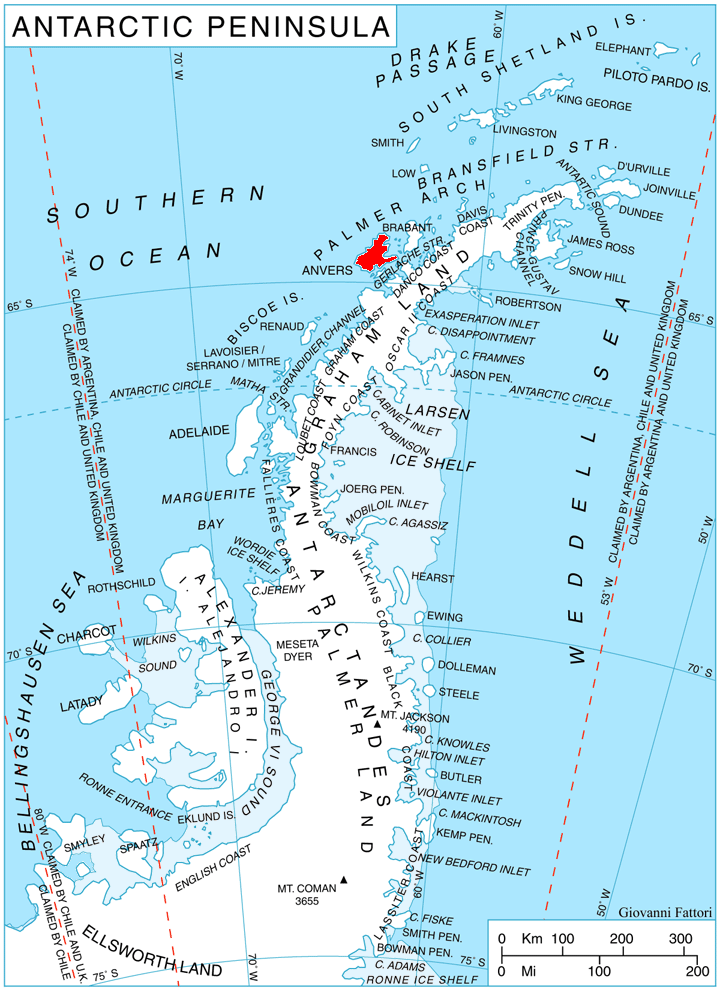

拉傑特群島（英語：Lajarte Islands）是南極洲的群島，位於格倫蘭角以西，處於拉普特瓦島東北面1.5公里，屬於帕默群島的一部分，由德國探險隊發現，現時由南極條約體系管理。